# 细结帝纹蛤
细结帝纹蛤（学名：Timoclea subnodulosa），是帘蛤目帘蛤科帝汶蛤属的一种。主要分布于中国大陆，常栖息在潮下带20多米。